# مسألة هلبرت السابعة
معضلة هيلبرت السابعة (بالإنجليزية: Hilbert's seventh problem) هي واحدة من معضلات ديفيد هيلبرت والمعروفة بمسائل هيلبرت، طرحها عام 1900. تتعلق هذه المسألة بلاجذرية وبتسامي أعداد معينة.

## نص المعضلة
1. في مثلث متساوي الساقين، إذا كانت النسبة بين زاوية القاعدة وزاوية الرأس جبريةً و لكن غير نسبية، فهل النسبة بين طول قاعدة المثلث وطول ضلعه الآخر تكون دائما عددا متساميا ؟
2. هل {\displaystyle a^{b}} دائما متسام، حيث {\displaystyle a\not \in \{0,1\}} جبري و {\displaystyle b} غير نسبي وجبري ؟

## وصلات خارجية
معضلة هيلبرت السابعة - ويكيبيديا الإنجليزية